# Públio Licínio Crasso Dives (cônsul em 97 a.C.)
Públio Licínio Crasso Dives (m. 87 a.C.; em latim: Publius Licinius Crassus Dives) foi um político da gente Licínia da República Romana eleito cônsul em 97 a.C. com Cneu Cornélio Lêntulo. 

## Família
Crasso era membro da importante família dos Crassos, da gente plebeia Licínia; sua mãe chamava-se Tértula e seu pai, Marco Licínio Crasso Agelasto, era filho de Públio Licínio Crasso Dives Muciano, cônsul em 131 a.C. e pontífice máximo. Seu irmão, Marco Licínio Crasso, foi pretor em 107 a.C..
Sua esposa chamava-se Venuleia e com ela teve três filhos: Públio Licínio Crasso (morto na Guerra Social), Lúcio Licínio Crasso (assassinado em 87 a.C..) e o futuro triúnviro Marco Licínio Crasso. Públio permaneceu com a sua família até a sua morte, viveu o suficiente para ver os seus filhos Públio e Lúcio se casarem e o nascimento do seu primeiro neto.

## Carreira
Crasso começou sua vida adulta como financista em Narbona, na província romana da Gália Narbonense e, antes de seu consulado, provavelmente enquanto ocupava o cargo de edil, propôs a Lex Licinia, que regulava o luxo ostensivo entre os romanos, aprovada rapidamente, mas anulada em 98 a.C.. Como edil, propôs ainda uma lei que limitaria o fausto e o luxo nos jogos circenses. Em 97 a.C., foi eleito cônsul juntamente com Cneu Cornélio Lêntulo e, durante seu mandato, foram aprovadas várias leis que proibiam as artes mágicas e o sacrifício humano. Entre 97 e 93 a.C., foi governador da Hispânia Ulterior e derrotou os lusitanos em combate, uma vitória que lhe valeu um triunfo. 
Foi nomeado legado de Lúcio Júlio César em 90 a.C., no auge da Guerra Social e com ele foi eleito censor. Durante seu mandato, baniu vinhos e unguentos não provenientes da Itália. Coube a eles também dividir os italianos, que haviam conseguido a cidadania romana depois da guerra, em nove tribos. Apesar de ter sido muito rico, Crasso não vivia numa mansão e era avesso ao luxo. Ele permaneceu neutro durante o conflito entre os optimates de Sula e os populares de Mário, mas, quando este último conquistou Roma, em 87 a.C., provavelmente se suicidou.